# Liste der armenischen Botschafter in den Vereinigten Staaten
Der armenische Botschafter in Washington, D.C. ist der offizielle Vertreter der Regierung Armeniens bei der Regierung der Vereinigten Staaten.

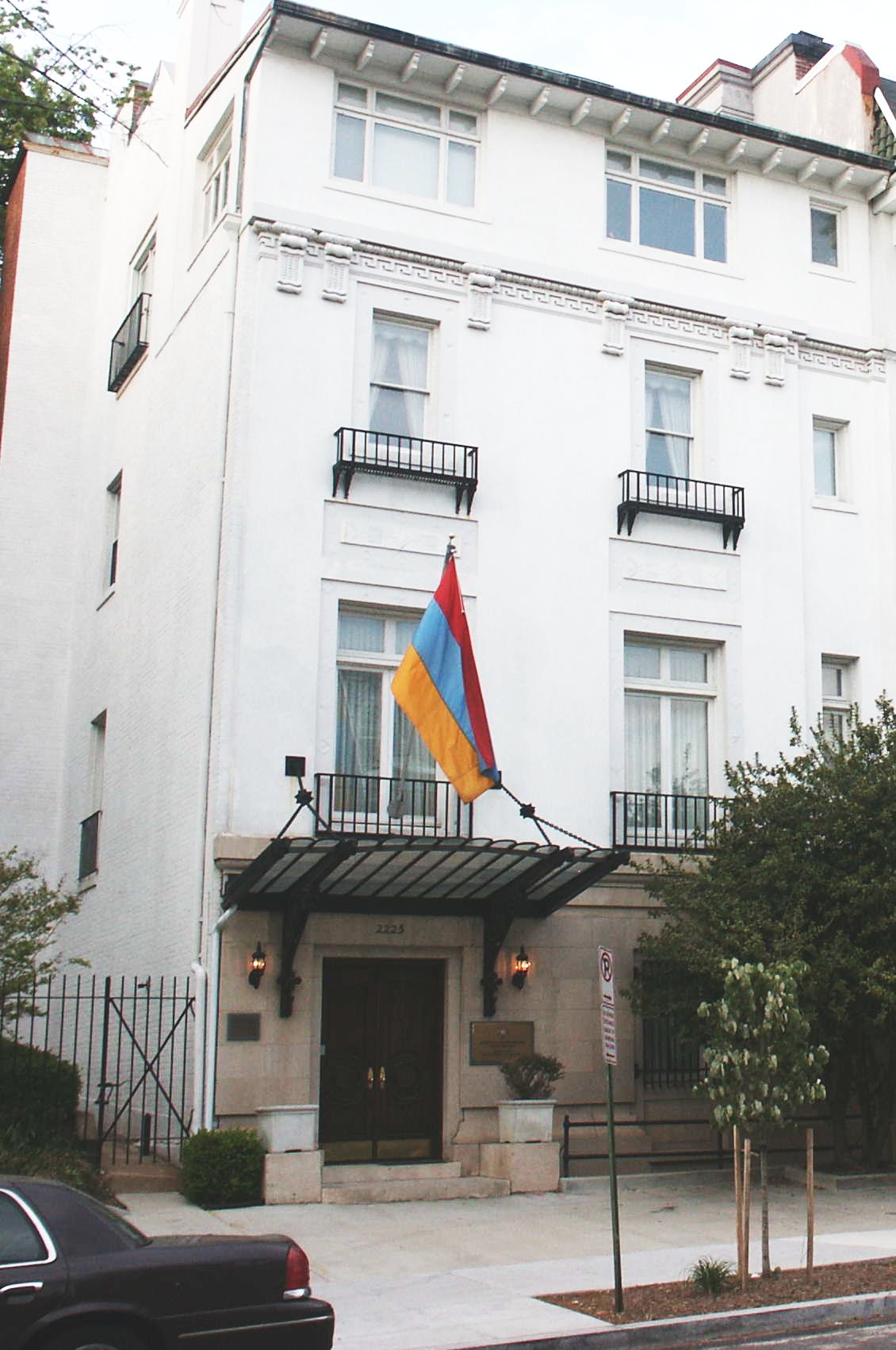
Gebäude der armenischen Botschaft in den Vereinigten Staaten in Washington, D.C.

## Botschafter
| Ernannt       | Akkreditiert  | Name                                | Bemerkungen | ernannt von            | akkreditiert bei  | Foto |
| ------------- | ------------- | ----------------------------------- | --- | ---------------------- | ----------------- | ---- |
| 1918          |               | Armen Garo                          | geb. 9. Februar 1872 in Karin im Vilâyet Erzerum; gest. 23. März 1923 in Genf; verließ den Posten 1920                                                       | Howhannes Kadschasnuni | Woodrow Wilson    |      |
| 25. Dez. 1991 |               | Aufnahme diplomatischer Beziehungen | | Wasgen Manukjan        | George H. W. Bush |      |
| 1992          |               | Alexander Arsumanjan                | geb. 24. Dezember 1959 in Jerewan | Chosrow Harutjunjan    | George H. W. Bush |      |
| 1. März 1993  | 11. Juni 1993 | Ruben Schugarjan                    | war Sprecher der Armenischen Allnationalen Bewegung; ab 9. November 1999 stellvertretenden Außenminister Armeniens; 2005–2007 armenischer Botschafter in Rom | Hrant Bagratjan        | Bill Clinton      |      |
| 2. Dez. 1999  | 3. Feb. 2000  | Arman Kirakosjan                    | geb. 10. September 1956 in Jerewan | Wasken Sarkissjan      | Bill Clinton      |      |
| 5. Apr. 2005  | 26. Mai 2005  | Tatul Markarjan                     | geb. April 1964 | Andranik Markarjan     | George W. Bush    |      |
| 3. Juli 2014  | 14. Juli 2014 | Tigran Sargsjan                     | geb. 29. Januar 1960 in Vanadzor | Tigran Sargsjan        | Barack Obama      |      |
| 22. Jan. 2016 | 28. Jan. 2016 | Grigor Howhannissjan                | geb. 26. Januar 1971 in Jerewan | Howik Abrahamjan       | Barack Obama      |      |